# Pogonatum neesii
Pogonatum neesii là một loài Rêu trong họ Polytrichaceae. Loài này được (Müll. Hal.) Dozy miêu tả khoa học đầu tiên năm 1856.